# Relative Strength Index
Der Relative Strength Index oder Relative-Stärke-Index (kurz: RSI) ist ein oszillierender Indikator, der 1978 von J. Welles Wilder jr. (1935–2021) vorgestellt wurde.
Er gehört zu den am häufigsten verwendeten Indikatoren in der technischen Analyse. Technisch gehört der RSI zu den Range-Compression-Oszillatoren; er kann Werte im Bereich von 0 bis 100 Prozent annehmen.

## Berechnung
Der Indikator setzt die Auf- und Abwärtsbewegungen eines Basiswerts über die Zeit in Relation. Dazu wird ein gleitender Mittelwert der Auf- und Abwärtsbewegungen berechnet und ins Verhältnis gesetzt. Welles Wilder wählte hier 14 Tage (entsprechend α=1/14 oder N=27 in der EMA-Terminologie). Daneben sind heute auch 7, 9 oder 25 Tage üblich. Je kürzer der betrachtete Zeitraum ist, desto volatiler ist der Indikator, allerdings werden mit längeren Zeiträumen auch weniger Signale ausgelöst.
Es wird zuerst die Summe aller positiven und negativen Kursänderungen errechnet:
{\displaystyle {\begin{aligned}{\text{sum}}_{\text{up}}(t)&:=\sum _{i=1}^{n}\max\{P(t-i+1)-P(t-i);0\}\\{\text{sum}}_{\text{down}}(t)&:=-\sum _{i=1}^{n}\min\{P(t-i+1)-P(t-i);0\}\end{aligned}}}
Anschließend wird der Mittelwert der Summen genommen:
{\displaystyle {\begin{aligned}{\text{avg}}_{\text{up}}&:={\frac {{\text{sum}}_{\text{up}}}{n}}\\{\text{avg}}_{\text{down}}&:={\frac {{\text{sum}}_{\text{down}}}{n}}\end{aligned}}}
Der RSI ergibt sich dann mit
{\displaystyle {\text{RSI}}:={\frac {{\text{avg}}_{\text{up}}}{{\text{avg}}_{\text{up}}+{\text{avg}}_{\text{down}}}}}
Alternativ zum arithmetischen Mittel kann auch exponentielle Glättung verwendet werden.

## Signal
Aktien mit einem RSI 14 von über 70 Prozent werden als „überkauft“ betrachtet, Werte mit einem RSI unter 30 Prozent als „überverkauft“. Manche Analysten passen diese Werte je nach Börsenumfeld an:
- in einem Bullenmarkt (Aufwärtstrend): Referenzlinie bei 40 % (überverkauft) und 80 % (überkauft),
- in einem Bärenmarkt (Abwärtstrend): Referenzlinie bei 20 % (überverkauft) und 60 % (überkauft).

Allgemein wertet man das Erreichen oder Überschreiten der Schwellenwerte Richtung Mittelbereich als eines mehrerer möglicher Kauf- bzw. Verkaufssignale.

## RSI und RSL
Der RSI ist zu unterscheiden vom RSL-Indikator, dem Indikator der Relativen Stärke nach Robert A. Levy.